# Oriol Romeu
Oriol Romeu Vidal (sinh ngày 24 tháng 9 năm 1991 tại Ulldecona, Tarragona, Catalonia) là cầu thủ người Tây Ban Nha đang thi đấu cho câu lạc Barcelona tại La Liga. Anh chủ yếu chơi ở vị trí tiền vệ phòng ngự. Anh là một cầu thủ rất đa năng khi anh cũng có thể hoạt động bất cứ nơi nào ở hàng tiền vệ và là một trung vệ.

## Câu lạc bộ

### FC Barcelona
Sinh ra ở Ulldecona, Tarragona, Catalonia, Romeu gia nhập học viện bóng đả trẻ La Masia của FC Barcelona vào năm 2004 từ Catalonia RCD Espanyol, tại đây, sự nghiệp của Romeu phát triển một cách chóng mặt khi anh nhanh chóng được đôn lên đội dự bị của gã khổng lồ xứ Catalan.
HLV Josep Guardiola đã cho Romeu có màn ra mắt lần đầu tiên với đội 1 của Barca trong trận giao hữu với Kazma Sporting Club, một câu lạc bộ của Kuwait. Sau đó, Romeu cũng có mặt trong đội hình Barca dự FIFA Club World Cup 2009, diễn ra tại Abu Dhabi.
Ngày 13 tháng 8 năm 2010, do một số trụ cột dính chấn thương trong loạt trận giao hữu quốc tế của tuyển Tây Ban Nha, Romeu đã có tên trong đội hình 1 của Barcelona trong trận lượt đi Siêu cúp Tây Ban Nha với Sevilla. Đó là trận đấu đầu tiên Romeu được ra sân ngay từ đầu trong một trận đấu chính thức của Barca, ở trận đấu này Romeu đã chơi trọn vẹn chín mươi phút và góp phần mang về chiến thắng 3 - 1 cho Barca .
Ngày 15 tháng 5 năm 2011, là lần đầu tiên Romeu được ra sân tại La Liga, anh xuất hiện vào 10 phút cuối cùng trong trận đấu với Deportivo La Coruña. Trận đấu có kết quả hòa 0 - 0 và Romeu vào sân thây thế cho Jonathan dos Santos.

### Chelsea
Ngày 22 tháng 7 năm 2011, báo chí đưa tin Romeu có những liên hệ để chuyển đến Chelsea. Ngày hôm sau, Romeu hoàn tất thủ tục chuyển nhượng, trong khi chờ đợi vài điều kiện y tế và cá nhân khi đi làm nhiệm vụ quốc tế tại FIFA U-20 World Cup 2011. Vào ngày 4 tháng 8 năm 2011, Chelsea đã công bố hoàn thành việc ký kết Romeu từ cho Barcelona trên một hợp đồng bốn năm với phí thỏa thuận 5.000.000 €, và bao gồm mua lại 10 triệu € - khoản sau khi kết thúc mùa giải đầu tiên, và một 15 triệu € mua lại khoản sau khi kết thúc mùa giải thứ hai. Ngày 12 tháng 8 năm 2011, Chelsea thông báo anh sẽ mặc áo số 6, cho mùa giải 2011/12, chiếc áo trước đó được mặc bởi hậu vệ người Bồ Đào Nha Ricardo Carvalho.
Anh có trận đấu đầu tiên cho Chelsea khi được vào sân ở phút 79 trong trận thắng 2-1 trước CLB Sunderland

### Mùa giải 2012-2013
26/7/2012, anh có bàn thắng đầu tiên cho Chelsea từ quả đá phạt Penalty trong trận thắng 6-0 trước Wolverhampton tại Cúp Liên đoàn bóng đá Anh

### Valencia (mượn)
Ngày 12 tháng 7 năm 2013, Romeu gia nhập CLB Valencia với bản hợp đồng cho mượn đến hết mùa giải từ CLB Chelsea.Anh ra mắt câu lạc bộ vào ngày 15 tháng 9, trong trận thua 3–1 trước Real Betis.Vào tháng 2, trong quá trình luyện tập, Romeu bị một chấn thương đầu gối khác khiến anh phải nghỉ thi đấu trong một tháng.

### Stuttgart(mượn)
Vào ngày 17 tháng 7 năm 2014, Romeu ký hợp đồng mới với Chelsea có thời hạn 3 năm.  Tuy nhiên, vào ngày 4 tháng 8, anh được VfB Stuttgart ở Đức mượn.  Anh có trận ra mắt hai mươi ngày sau đó trong trận hòa 1-1 trước Borussia Mönchengladbach .

### Southampton
Vào ngày 13 tháng 8 năm 2015, Romeu gia nhập Southampton với giá 5 triệu bảng theo bản hợp đồng có thời hạn 3 năm.Anh có trận ra mắt hai ngày sau đó, khi vào sân trong hiệp một thay cho Dušan Tadić trong trận thua 3–0 trên sân nhà trước Everton.Anh ghi bàn thắng đầu tiên cho Southampton vào ngày 5 tháng 12, gỡ hòa 1-1 trước Aston Villa tại Sân vận động St Mary.
Vào tháng 11 năm 2020, Romeu ký hợp đồng mới với Southampton có thời hạn 3 năm.

## Thống kê sự nghiệp

### Câu lạc bộ
Tính đến 13 tháng 8 năm 2015
| Câu lạc bộ          | Mùa giải            | Giải đấu | Giải đấu | Cúp quốc gia | Cúp quốc gia | Châu Âu | Châu Âu | Khác | Khác | Tổng cộng | Tổng cộng |
| Câu lạc bộ          | Mùa giải            | Trận     | Bàn      | Trận         | Bàn          | Trận    | Bàn     | Trận | Bàn  | Trận      | Bàn       |
| ------------------- | ------------------- | -------- | -------- | ------------ | ------------ | ------- | ------- | ---- | ---- | --------- | --------- |
| Barcelona B         | 2008–09             | 5        | 0        | 0            | 0            | –       | –       | –    | –    | 5         | 0         |
| Barcelona B         | 2009–10             | 22       | 0        | 0            | 0            | –       | –       | 4    | 0    | 26        | 0         |
| Barcelona B         | 2010–11             | 18       | 1        | 0            | 0            | –       | –       | –    | –    | 18        | 1         |
| Barcelona B         | Tổng cộng           | 45       | 1        | 0            | 0            | –       | –       | 4    | 0    | 49        | 1         |
| Barcelona           | 2010–11             | 1        | 0        | 0            | 0            | 0       | 0       | 1    | 0    | 2         | 0         |
| Barcelona           | Tổng cộng           | 1        | 0        | 0            | 0            | 0       | 0       | 1    | 0    | 2         | 0         |
| Chelsea             | 2011–12             | 16       | 0        | 5            | 0            | 3       | 0       | –    | –    | 24        | 0         |
| Chelsea             | 2012–13             | 6        | 0        | 2            | 1            | 1       | 0       | 0    | 0    | 9         | 1         |
| Chelsea             | Tổng cộng           | 22       | 0        | 7            | 1            | 4       | 0       | 0    | 0    | 33        | 1         |
| Valencia            | 2013–14             | 13       | 0        | 1            | 0            | 4       | 0       | 0    | 0    | 18        | 0         |
| Valencia            | Tổng cộng           | 13       | 0        | 1            | 0            | 4       | 0       | 0    | 0    | 18        | 0         |
| VfB Stuttgart       | 2014–15             | 27       | 0        | 1            | 0            | 0       | 0       | 0    | 0    | 28        | 0         |
| VfB Stuttgart       | Tổng cộng           | 27       | 0        | 1            | 0            | 0       | 0       | 0    | 0    | 28        | 0         |
| Tổng cộng sự nghiệp | Tổng cộng sự nghiệp | 108      | 1        | 9            | 1            | 8       | 0       | 5    | 0    | 130       | 2         |

## Danh hiệu
Barcelona
- La Liga: 2010–11[7]
- Supercopa de España: 2010[8]

Chelsea
- FA Cup: 2011–12[9]
- UEFA Champions League: 2011–12[10]